# Mięsień a (genitalia)
Mięsień a – mięsień wchodzący w skład genitaliów samców błonkówek.
Mięśnie a to para mięśni łączących dziewiąte sternum odwłoka z cupulą. Biorą swój początek na spiculum z którego rozchodzą się ku brzuszno-bocznym krawędziom cupuli. Wyjątkiem są tu Ecitonini u których mięśnie te wsuwają się przez środkowy dołek brzuszny do zredukowanego otworu genitalnego.
Obecność tych mięśni stwierdzono u Prionopelta nr. modesta, Cerapachys nr. augustae, Cylindromyrmex brevitarsus, Dolichoderus bispinosus, Eciton lucanoides, Labidus coecus, Labidus praedator, Neivamyrmex longiscapus, Nomamyrmex eisenbeckii, Gnamptogenys mordax, Camponotus sansabeanus, Camponotus atriceps, Formica obscuripes, Prenolepis imparis, Aphaenogaster nr. rudis, Atta cephalotes, Crematogaster nigropilosa, Messor andrei, Myrmica kotokui, Pheidole californica, Hypoponera opacior, Leptogenys donisthorpei, Odontomachus chelifer, Platythyrea prizo, a brak ich obecności u Leptanilloides sp., Sceliphron caementarum, Dolichovespula adulterina.